# Cambayella watsoni
La cambayella (Cambayella watsoni) è un mammifero artiodattilo estinto, appartenente ai bovidi. Visse nel Miocene superiore (circa 10-6 milioni di anni fa) e i suoi resti fossili sono stati ritrovati in India.

## Descrizione
Questo animale è noto per un cranio privo di corna, che possiede alcune caratteristiche primitive. Il cranio di Cambayella aveva la scatola cranica corta e stretta, il forame sopraorbitario grande e a livello della superficie, e il profilo superiore del cranio era fortemente convesso. Tuttavia la faccia aveva solo un'angolazione moderata rispetto all'asse basicranica. Il basioccipitale era di forma triangolare. Si suppone che Cambayella fosse un animale vagamente simile all'attuale antilope capriolo o forse alle antilopi dei canneti (gen. Redunca).

## Classificazione
Cambayella watsoni venne descritto per la prima volta da Pilgrim nel 1939, sulla base di un cranio privo di corna rinvenuto nell'isola di Piram in India, in terreni della fine del Miocene. Sembra che Cambayella fosse uno dei più arcaici e dei più antichi rappresentanti dei reduncini, un gruppo di bovidi dalla corporatura snella ma che possono raggiungere anche dimensioni considerevoli, come nel caso del cobo dall'ellisse. Un'altra forma arcaica di reduncini è Dorcadoxa, anch'essa del Miocene asiatico. Cambayella inoltre mostra alcune somiglianze con Nisidorcas, un genere di antilopi dalle caratteristiche miste, non attribuibile però ai reduncini (Kostopoulos, 2006).